# 이더넷 프레임

이더넷 패킷 안의 이더넷 프레임

컴퓨터 네트워킹에서 이더넷 프레임(Ethernet frame)은 데이터 링크 레이어 프로토콜 데이터 단위이며 기반이 되는 이더넷 물리 계층 전송 매커니즘을 사용한다. 다른 말로 말해, 이더넷 링크의 데이터 유닛은 페이로드만큼 이더넷 프레임을 전송한다.

## 추가 문헌
- 이더넷 프레임을 만드는 방법을 설명하는 동영상
- 이더넷 내 최소 프레임 길이에 관한 설명